# Iijima
Iijima (japanska: 飯島町?, Iijima-machi) är en landskommun (köping) i Nagano prefektur i Japan.  